# Giuseppe Pappalettera
Giuseppe Pappalettera (Trani, 15 settembre 1940) è un ex calciatore italiano, di ruolo difensore.

## Carriera
Cresce nel settore giovanile del Trani, con cui nel 1962 debutta in Serie C; nella prima stagione gioca 31 partite, mentre l'anno seguente scende in campo in 33 occasioni segnando un gol contro il Trapani, e contribuendo alla promozione in Serie B della sua squadra. Viene riconfermato anche nella serie cadetta, in cui gioca due stagioni per complessive 60 presenze e 2 reti.
In seguito gioca in Serie D con il Novoli per tre stagioni giocando 82 partite e segnando 4 reti. Dal 1969 passa al Savoia, con cui conquista una promozione in Serie C giocando 34 partite e segnando 2 reti; rimane in squadra anche l'anno seguente, nel quale segna un gol in 7 partite, per un totale di 41 presenze e 3 reti in maglia biancoscudata.

## Palmarès

### Club

#### Competizioni nazionali
- Serie C: 1

Trani: 1963-1964
- Serie D: 1

Savoia: 1969-1970